# Diego de Urbina
Diego de Urbina (1516-circa 1594), va ser un pintor renaixentista espanyol i un dels més representatius de l'escola madrilenya del segle xvi, tanmateix, aviat va ser oblidat.
Va ser pintor del rei Felip II i Lope de Vega (que va ser gendre seu) li dedicà versos d'elogi les seves obres el Laurel de Apolo i La hermosura de Angélica i va dir que era el mestre del pintor Navarrete el Mut. Però ja Antonio Palomino el va ignorar en la seva obra Parnaso español pintoresco laureado.

## Biografia
Nascut a Madrid, era fill del pintor Pedro de Ampuero i de Teresa Díaz, el seu germà bessó Francisco de Ampuero, també seria pintor especialitzat en el daurat de retaules.
Una de les seves filles, Isabel, es va casar amb Lope de Vega.

## Obra

### Obres per a Burgo de Osma
- Abrazo ante la Puerta Dorada i el Salvador bendiciendo de la capella Sarmiento de la catedral de Burgo de Osma, y les sargues del monestir de Santa Cruz de Segovia.

### Pintures per als altars de l'Escorial i Descalzas Reales de Madrid
- Tant les obres per als altars de la Basílica de El Escorial com les del claustre de les Descalzas Reales de Madrid, són de l'etapa final de la seva carrera.

Urbina inicià el seu treball en l'Escorial a la mort de Navarrete, i va completar la parella d'apòstols formada per San Felipe y Santiago el Menor que Navarrete havia deixat inacabada. Pintà, a més altres set de les parelles de sants de l'altar de la basílica (Santa María Magdalena i Santa Marta, San Eugenio i San Ildefonso, San Gregorio i San Ambrosio, Santa Clara i Santa Escolástica, Santa Paula i Santa Mónica, Santa Águeda i Santa Lucía, San Fabián i San Sebastián), poc estimades per la crítica en termes generals.
En els quatre retaules del monestir de las Descalzas Reales, acabats el 1586, s'hi aprecia una evolució renunciant a la seva etapa de manierisme anterior.

## Altres obres documentades

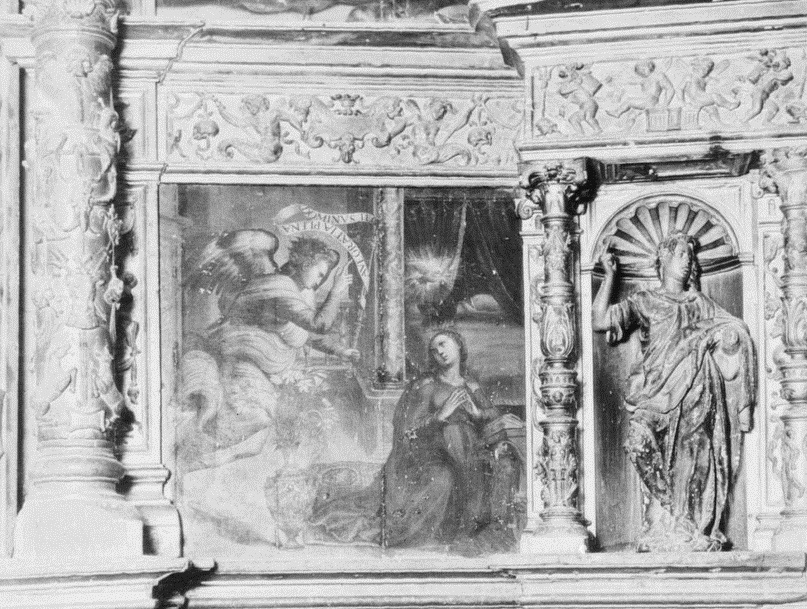
Pozuelo del Rey, detall del retaule major desaparegut en la guerra civil de 1936-1939.

El febrer de 1563 Gaspar Becerra li traspassà la tasca del retaule major de San Jerónimo el Real de Madrid.
Urbina es va relacionar estretament amb Alonso Sánchez Coello i l'escultor Francisco Giralte